# دانفرز
دانفرز (ماساتشوستس) (بالإنجليزية: Danvers, Massachusetts)‏ هي مدينة تقع في الولايات المتحدة في مقاطعة إسكس. يقدر عدد سكانها بـ 26,493 نسمة ومساحتها 36.5 كم2 وترتفع عن سطح البحر 15 متر.

## أعلام
- جيمس سكوت برينغل
- أليس غير كيلسي
- ميخائيل ديلاني
- جون أبدايك
- جون بيري
- أدولف روبرت كراوس
- ليه بيرك
- مارثا كوري
- دان ودمان
- جون مارش
- ريبيكا نورس